# Die großen Vier (Japan)
Der japanische Begriff Die großen Vier (japanisch 四大法律事務所 / yondai hōritsu jimusho oder auch nur 四大 / yondai) wird umgangssprachlich benutzt, um die vier japanischen Anwaltskanzleien mit den meisten Rechtsanwälten zu referenzieren. Der Vergleich erfolgt dabei nach der Kopfzahl der direkt untereinander konkurrierenden Kanzleien.
Die folgende Kanzleien werden hierunter verstanden:
| Rang | Kanzlei                     | Firmensitz | Anwälte (2013) |
| ---- | --------------------------- | ---------- | -------------- |
| 1    | Nishimura & Asahi           | Tokio      | 488            |
| 2    | Nagashima Ohno & Tsunematsu | Tokio      | 355            |
| 3    | Mori Hamada & Matsumoto     | Tokio      | 336            |
| 4    | Anderson Mōri & Tomotsune   | Tokio      | 324            |

Ursprünglich waren diese vier Kanzleien deutlich größer als ihre sonstigen Mitbewerber und zwar sowohl in Bezug auf die Zahl der Anwälte als auch auf  ihren nationalen und internationalen Bekanntheitsgrad.
Infolge ihres Wachstums wird mittlerweile auch Atsumi & Sakaiin zu den „Fünf Großen Kanzleien“ gezählt, oder Atsumi & Sakai.